# École supérieure des beaux-arts du Mans
Pour les articles homonymes, voir École des beaux-arts et École supérieure d'art.
L'École supérieure des beaux-arts du Mans (ESBAM) est un établissement public d'enseignement supérieur situé entre les quartiers Saint-Nicolas et Plantagenêt, au Mans. Depuis 2018, l'ESBAM est devenue l'École supérieure d'art et de Design TALM-Le Mans (ESAD TALM).

## Description
L'établissement est situé sur un site historique, celui des thermes de Vindunum, soit les thermes historiques de la ville du Mans, datant du Ier siècle de notre ère. L'établissement compte deux cents étudiants. Les nouveaux locaux sont installés dans l'ensemble dit des « Filles Dieu » depuis 1991.
L’École supérieure des beaux-arts du Mans intègre en 2010 l’établissement public de coopération culturelle (EPCC) TALM à la suite des accords de Bologne portant sur l’organisation de l’enseignement supérieur dans l’espace européen (réforme LMD). 
L'EPCC TALM est formé par le regroupement des écoles supérieures d'art de Tours, Angers et Le Mans. La réforme de Bologne a offert aux écoles d’art territoriales de délivrer des diplômes reconnu par l’enseignement supérieur européen (grade master et grade licence). En 2016, TALM embrasse une nouvelle identité et devient : École supérieure d'art et de design. Elle est membre de l'Association nationale des écoles d'art (ANdéA).
TALM implanté sur trois villes (Tours, Angers et Le Mans), trois départements (Indre-et-Loire, Maine-et-Loire, Sarthe) et deux régions (Centre Val-de-Loire et Pays de la Loire) est un des acteurs majeurs de l’enseignement supérieur et de la culture des territoires ligériens. L’établissement accueille sur ses trois sites plus de six-cent élèves (troisième école d’enseignement artistique en France), et cent-quarante-cinq salariés dont cent-cinq professeurs.
Les principaux objectifs d’intérêt général de TALM sont les suivants :
- assurer un enseignement supérieur en art et délivrer des diplômes valant les grades licence, master et doctorat (en cours) :
- les diplômes délivrés par TALM sont :
  - le DNA (diplôme national d’arts plastiques en trois ans) ;
  - et le DNSEP (diplôme national supérieur d’expression plastique en cinq ans) en option Art (avec des mentions Conservation restauration des biens culturels spécialité œuvres sculptées, Sculpture et Techniques textiles) et en option Design (avec des mentions BAD design, Design computationnel et mécatronique, Design sonore et Design et territoires),
- nouer des partenariats avec les institutions académiques (universités, autres établissements d’enseignement supérieur) et culturelle des territoires ;
- participer sur nos territoires au développement de l’enseignement supérieur et être présent dans les COMUE (Communautés d’universités et d’établissements) dont nous relevons ;
- développer un réseau de partenaires internationaux dans le cadre des politiques européennes (via le dispositif Erasmus+ notamment) et internationales ;
- organiser des expositions, des colloques ou encore des rencontres de nature à mieux faire connaître les enjeux et les acteurs de l’art contemporain ;
- participer au niveau national au travail de concertation entre les écoles d’art pour anticiper et coordonner l’enseignement supérieur artistique ;
- participer à la recherche en art (TALM est actif dans ce domaine depuis plusieurs années) et mettre en place un troisième cycle artistique (en cours pour TALM) ;
- proposer aux enfants et aux adultes de nos territoires des cours publics avec de multiples choix tels que peinture, dessin, sculpture, histoire de l’art, photographie, arts du feu, etc. (cela concerne plus de mille personnes sur nos trois sites).

TALM se caractérise enfin par les multiples compétences des professeurs (artistes, designers, architectes, photographes, vidéastes, spécialistes des arts numériques, conservateurs-restaurateurs, etc.), des équipes techniques chargées des ateliers (lithographie, sérigraphie, arts numériques, métallerie, menuiseries, arts du feu, etc.) et des équipes administratives (administration, ressources humaines, relations internationales, communication, etc.).

## Diplômes
L'ESAD TALM-Le Mans délivre les diplômes suivants : 
- le diplôme national d'arts option Art (DNA), en trois ans, grade licence ;
- le diplôme national d'arts option Design (DNA), en trois ans, grade licence ;
- le diplôme national supérieur d'expression plastique option Art (DNSEP), en cinq ans, grade master ;
- le diplôme national supérieur d'expression plastique option Design (DNSEP) mention Design sonore, en deux ans, grade master ;
- le diplôme national supérieur d'expression plastique option Design (DNSEP) mention Design et territoires, en deux ans, grade master ;
- le diplôme national supérieur d'expression plastique option Design (DNSEP) mention Design computationnel et mécatronique, en deux ans, grade master.

## Anciens directeurs
- 1899-1934 - Jules Hervé-Mathé (1868-1953)
- 1934

## Anciens professeurs notables
- Georges Jeanclos (sculpture), de 1965 à 1966.
- Jean Mamez (192-2018), de 1955 à 1985.
- Gina Pane, de 1975 à 1990[1].

## Professeurs actuels[2]
- Felix Agid
- Rodolphe Alexis
- Anne Bariteaud
- Kate Blacker
- Amaël Bougard
- Fabien Bourdier
- Laura Brunellière
- Guy Brunet
- Juan Camelo-Abadia
- Marie-Laure Cazin
- David Michael Clarke
- Christophe Domino
- Malachi Farrell
- Dettie Flynn
- Vincent Gérard
- Ludovic Germain
- Olivier Houix
- Annie Hubert
- Ianis Lallemand
- Ronan Le Régent
- David Liaudet
- Claude Lothier
- Miguel Mazeri
- Rachel Rajalu
- Natsuko Uchino

## Anciens élèves célèbres notables
- Théodore Louis Boulard (1887-1961), peintre.
- René Gréory (1895-1967), peintre.
- Lucien Le Guern (1914-1981), peintre naïf.
- Clotilde Vautier (1939-1968) en 1957-1958.
- Abraham Poincheval (1972)[3].